# フクパーク
フクパークとは兵庫県競馬組合でかつてレース名にその名を残したアングロアラブ種の競走馬、種牡馬である。

## 競走馬時代
戦績の詳細は不明であるが、兵庫県競馬組合に抽せん馬（補助馬）として入厩。デビューから（旧表記）4歳時まで34戦し、30勝2着3回、5着1回という戦績を残し南関東へと移籍。その後も好成績を収め中央競馬へ移籍した。中央競馬では名前を「フクパーク」から「キノピヨ」へと変更して登録。すでにホウセントにより抽選馬でない自由購買馬は平地のアングロアラブ競走から閉め出されていたため、対サラの平地とアングロアラブの障害競走に出走。サラブレッドを相手に5勝を収め、第1回アラブ大障害で2着などした。中央競馬におけるアラブ系競走が抽せん馬に限定され、地方競馬からの転厩が禁止された理由のひとつは、フクパークの中央転入後の活躍がきっかけと言われている。
参考記録ながら、フクパークの勝利数は62となっている（兵庫30勝、南関東22勝、中央10勝〈平地5勝/障害5勝〉）。

## 種牡馬時代
資料があまりにも少ないので明確な数などを挙げるのは避けるが、判った分の産駒をあげる。
- 第20回アラブ大障害 ギヤルソンヌ

## 血統表
| フクパーク（キノピヨ）の血統ロックサンド系 / 4代内オーバーヤン五ノ六3×4=18.75% 第一ナーギーノ一3×4(18.75%) 「アア」表記はアングロアラブ種 「アラ」表記はアラブ種 「*」が付された馬名は豪アラ | フクパーク（キノピヨ）の血統ロックサンド系 / 4代内オーバーヤン五ノ六3×4=18.75% 第一ナーギーノ一3×4(18.75%) 「アア」表記はアングロアラブ種 「アラ」表記はアラブ種 「*」が付された馬名は豪アラ | フクパーク（キノピヨ）の血統ロックサンド系 / 4代内オーバーヤン五ノ六3×4=18.75% 第一ナーギーノ一3×4(18.75%) 「アア」表記はアングロアラブ種 「アラ」表記はアラブ種 「*」が付された馬名は豪アラ | （血統表の出典）                 | （血統表の出典）             |
| 父 アア ラツキーパーク Lucky Park 1938 鹿毛 | 父の父プライオリーパーク Prioy Park 1922 | Rocksavage 1915 | Rock Sand 1900                   | Rock Sand 1900               |
| 父 アア ラツキーパーク Lucky Park 1938 鹿毛 | 父の父プライオリーパーク Prioy Park 1922 | Rocksavage 1915 | Manuka 1903                      |                              |
| 父 アア ラツキーパーク Lucky Park 1938 鹿毛 | 父の父プライオリーパーク Prioy Park 1922 | Chatham 1908 | Darley Dale 1901                 | Darley Dale 1901             |
| 父 アア ラツキーパーク Lucky Park 1938 鹿毛 | 父の父プライオリーパーク Prioy Park 1922 | Chatham 1908 | Coronation Day 1902              |                              |
| 父 アア ラツキーパーク Lucky Park 1938 鹿毛 | 父の母アア 初鶯 1922 | アラ *オーバーヤン五ノ六 1908 | アラ O'Bajan V 1894              | アラ O'Bajan V 1894          |
| 父 アア ラツキーパーク Lucky Park 1938 鹿毛 | 父の母アア 初鶯 1922 | アラ *オーバーヤン五ノ六 1908 | アラ ガズラン一ノ五              |                              |
| 父 アア ラツキーパーク Lucky Park 1938 鹿毛 | 父の母アア 初鶯 1922 | アア 第一ナーギーノ一 1910 | アア キドラン四二ノ一五 1903     | アア キドラン四二ノ一五 1903 |
| 父 アア ラツキーパーク Lucky Park 1938 鹿毛 | 父の母アア 初鶯 1922 | アア 第一ナーギーノ一 1910 | アア 第一ナーギー 1904           |                              |
| 母 アア フクカセイ 1936 鹿毛 | 母の父オールグリーン All Green 1921 | Greenback 1907 | St.Frusquin 1893                 | St.Frusquin 1893             |
| 母 アア フクカセイ 1936 鹿毛 | 母の父オールグリーン All Green 1921 | Greenback 1907 | Evergreen 1902                   |                              |
| 母 アア フクカセイ 1936 鹿毛 | 母の父オールグリーン All Green 1921 | Verity 1912 | Your Majesty 1905                | Your Majesty 1905            |
| 母 アア フクカセイ 1936 鹿毛 | 母の父オールグリーン All Green 1921 | Verity 1912 | Word of Honour 1892              |                              |
| 母 アア フクカセイ 1936 鹿毛 | 母の母アア 高扇 | アア 王儀 | アラ *オーバーヤン五ノ六         | アラ *オーバーヤン五ノ六     |
| 母 アア フクカセイ 1936 鹿毛 | 母の母アア 高扇 | アア 王儀 | アア 第一ナーギーノ一            |                              |
| 母 アア フクカセイ 1936 鹿毛 | 母の母アア 高扇 | アア 座高 | アラ *コハイランシード一ノ四     | アラ *コハイランシード一ノ四 |
| 母 アア フクカセイ 1936 鹿毛 | 母の母アア 高扇 | アア 座高 | アア 第二ザリーフノ二 ザリーフ系 |                              |